# 坪石公共運輸交匯處

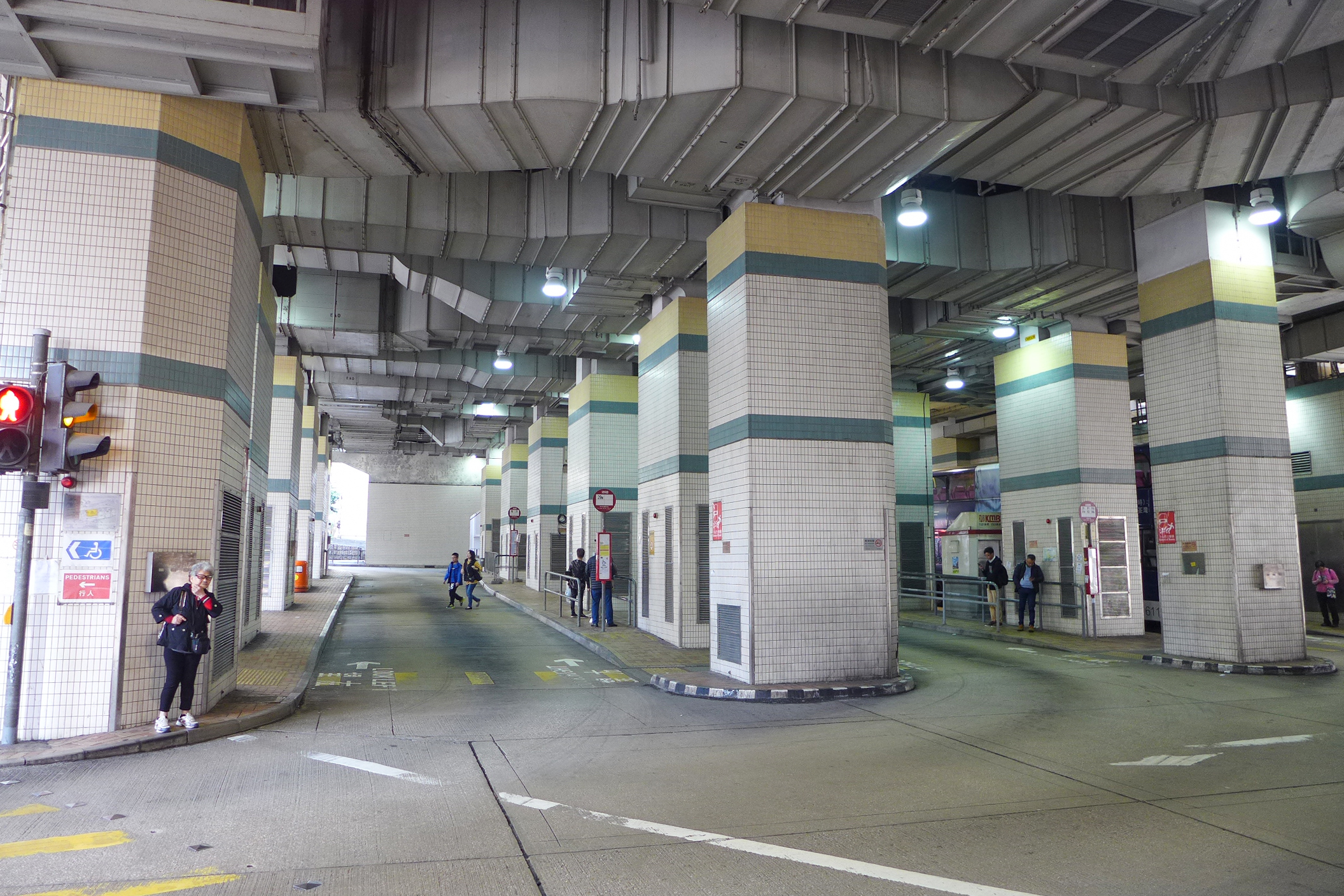
坪石公共運輸交匯處室內部份

坪石公共運輸交匯處（英語：Ping Shek Public Transport Interchange）位於香港觀塘區平山清水灣道8號地面，鄰近為坪石邨及港鐵彩虹站。交匯處設有巴士總站、小巴站、的士站及上落客灣，可讓市民在此轉乘不同的交通工具前往市區及西貢區。現時坪石公共運輸交匯處共有1條巴士路線及4條小巴路線作為終點站。
根據區議會的選區分界圖中，坪石公共運輸交匯處及清水灣道8號與坪石邨一樣，均是由觀塘區管轄，但常被誤以為該交匯處在黃大仙區管轄範圍內。

## 歷史
坪石公共運輸交匯處前身為坪石巴士總站，於1975年2月1日啟用，巴士總站內設有5個停車處。該總站有2條巴士路線以「坪石」為目的地名稱作總站，另亦曾有2條巴士路線（21M、91M），以「彩虹地鐵站」為目的地名稱作總站。除此之外，也有16條和6條路經該總站的巴士路線和專線小巴路線使用該總站。坪石巴士總站原為坪石邨居民服務，但是因為巴士總站鄰近彩虹站，故此有不少鄰近地區的巴士乘客以該總站作為主要接駁車站，在該處轉乘地鐵。
由於轉乘人流過多，而且總站停車處不足，使途徑的巴士路線需在巴士站外的清水灣道等候入站，引致該處經常出現交通擠塞。因此於1997年，政府決定於原址的土地撥給地鐵公司興建一座商業綜合大樓，並於大樓內興建共2層的公共運輸交匯處及泊車轉乘停車場，以紓緩當時坪石巴士總站擠迫的問題。
隨著清水灣道8號建成，坪石公共運輸交匯處的地面巴士總站於2006年3月18日啟用，而一樓及轉乘停車場於2006年8月13日啟用，但交通擠塞問題仍在。

## 總站路線資料（巴士）
現時只有1條巴士路線以本站為終點站，是由九巴及城巴合營的過海隧道巴士路線111，該線使用坪石里進入總站。

### 九龍巴士91P線
- 香港科技大學（南） → 坪石／彩虹站（只在上課日服務）

2012年2月15日起投入服務，前身為91M特別班次，是香港科技大學學生及教職員和清水灣道沿線居民往返九龍市區的路線。現時途經香港科技大學、大埔仔、壁屋、井欄樹及牛池灣。

### 九龍巴士213A線
- 安達 → 坪石／彩虹站

### 過海隧道巴士111線
- 坪石／彩虹站 ↔ 中環（港澳碼頭）

1975年2月1日投入服務，取代101於彩虹道的服務，是老牌過海路線之一，當時由中巴及九巴合營。初時往來坪石邨至急庇利街，1981年2月15日起遷往中環港澳碼頭。1992年8月3日增派空調巴士行走，1998年9月1日中巴專營權結束後改由九巴及新巴合營，2000年起改為全空調服務。

## 總站路線資料（專線小巴）

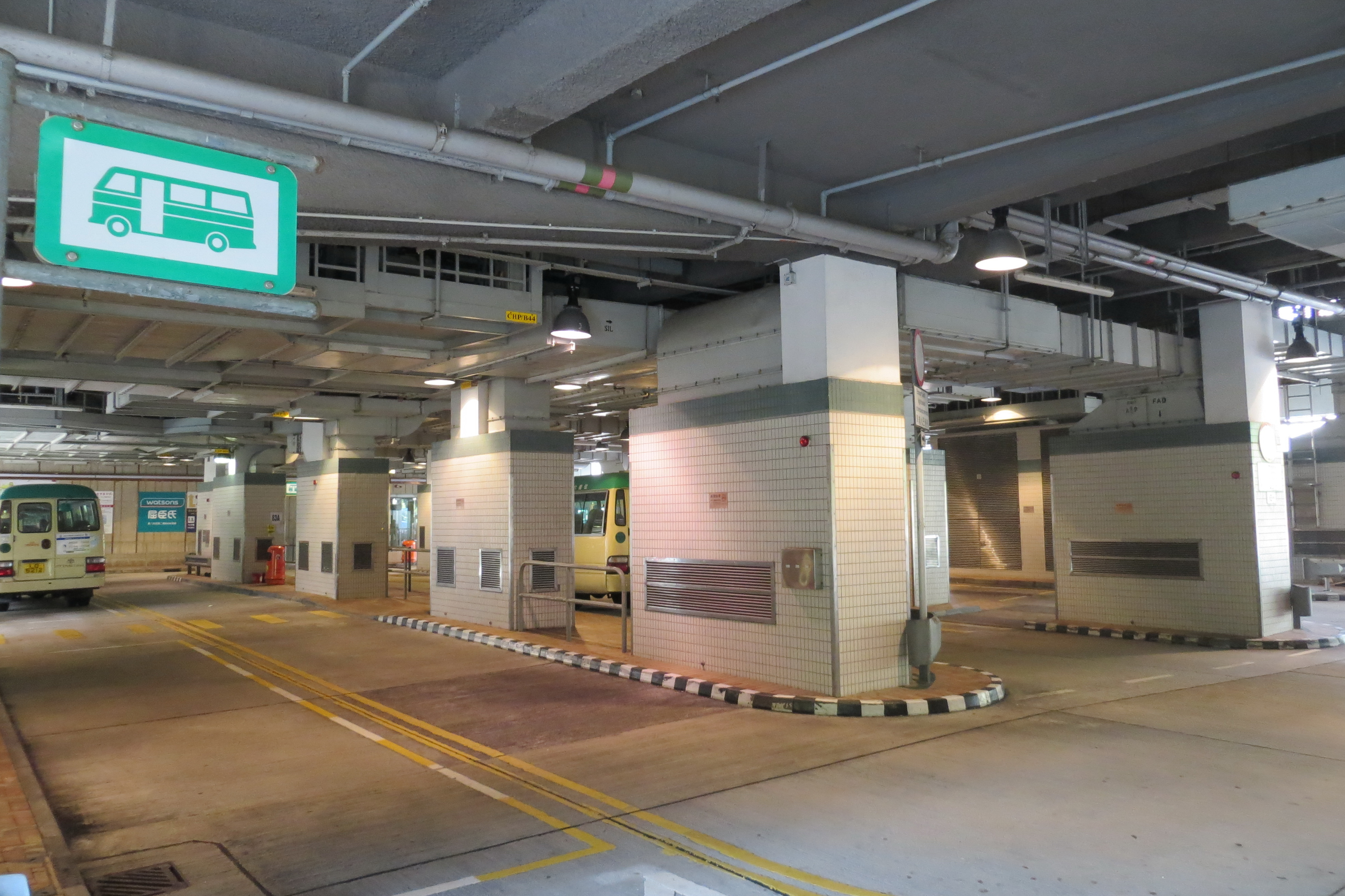
一樓公共運輸交匯處

### 九龍區專線小巴16線（特別班次）
- 彩雲邨（銀河徑） → 坪石（彩虹站）

### 九龍區專線小巴16S線
- 峻弦 ↔ 坪石（彩虹站）

### 九龍區專線小巴49M線
- 順天 ↔ 坪石（彩虹站）

### 九龍區專線小巴54M線
- 順天 ↔ 坪石（彩虹站）

### 九龍區專線小巴83A線
- 彩福邨 ↔ 坪石（彩虹站）

### 九龍區專線小巴83M線
- 彩盈邨 ↔ 坪石（彩虹站）

## 途經路線資料（巴士）
各路線主要前往九龍、香港島、葵青區、東涌和機場。前往彩雲邨、四順區、油塘、西貢和將軍澳的乘客，須到對面聖若瑟安老院或牛池灣村分站登車。

### 九龍巴士3M線
- 慈雲山（北） ↔ 彩雲
- 彩雲 → 慈雲山（南）  (特別班次)

1979年12月16日投入服務，配合香港地鐵延至尖沙咀而提供接駁服務，途經富山邨、彩虹站。

### 九龍巴士9號線
- 彩福 ↔ 尖沙咀東（麼地道）

1946年10月起投入服務，當時往來尖沙咀至九龍城亞皆老街，約於1947年延至牛池灣，1963年10月21日改經牛池灣至九龍城一段的太子道，但因下元嶺村居民投訴因改經引致交通不便，於同年11月12日恢復繞經彩虹道，1965年1月24日配合彩虹邨入伙而遷往該處，1978年12月4日起延長至坪石邨，1996年2月7日增派空調巴士行走，2018年2月12日延至彩福。

### 九龍巴士10線
- 彩雲 ↺ 大角咀

1974年10月14日投入服務，1996年11月10日改為日間循環線，由彩雲邨開出，途經彩虹邨、鑽石山、黃大仙、九龍仔、窩打老道、油麻地、大角咀及旺角，然後折返彩雲。

### 九龍巴士14D線
- 油塘 ↔ 彩虹（只在上課日服務）
- 藍田（廣田邨） → 彩虹(特別班次)

2011年8月25日起投入服務，主要疏導九龍區專綫小巴60線於早上繁忙時間的乘客，只在學校上課日繁忙時間行駛。途經藍田、秀茂坪、四順、彩雲邨、坪石、彩虹邨等地方。

### 九龍巴士19線
- 安達臣 ↔ 鑽石山

2025年3月30日投入服務，現時途經安泰邨、彩雲邨及牛池灣。

### 九龍巴士21線
- 彩雲 ↔ 紅磡站

1978年7月17日配合彩雲邨落成而投入服務，往來彩雲邨和紅磡站，每日往返彩虹邨、新蒲崗、土瓜灣和紅磡等地的乘客提供服務。

### 九龍巴士26、26X線
26
- 順天 ↔ 尖沙咀東

1982年10月26日投入服務，以取代豪華巴士209線（順利至尖沙咀）駛經的地區。本線初時往來順天至麗閣，不過當時的路線也甚為迂迴，在過新清水灣道後，由新蒲崗直入土瓜灣和紅磡，然後再入油麻地和旺角到深水埗。由於來往四順區至旺角已有直接的27K（現稱27線）來往該區，而四順區往來深水埗及長沙灣已經有直接的42線往來，乘搭本線往來西九龍的乘客不多，本線便於1984年11月22日改為往尖沙咀（當時總站設於現力寶太陽廣場），來往麗閣至土瓜灣的一段由同日開辦的6F（麗閣←→九龍城碼頭）替代行走。
26X
- 順天 ↔ 尖沙咀東

2018年9月7日投入服務，起訖點跟26線相同，但新蒲崗至紅磡之間不停站，只於平日繁忙時間服務。

### 九龍巴士26M線
- 彩虹 ↺ 觀塘

此路線起初總站設在觀塘（月華街），以彩虹地鐵站作為循環線折返點。2009年7月12日改為彩虹巴士總站往返觀塘循環線。

### 九龍巴士27線
- 順天 ↺ 旺角

1982年9月9日投入服務。開辦時往來順天邨至旺角火車站（現稱旺角東鐵路站），以循環線形式運行，當時除方便四順區居民往來旺角外，亦提供九廣東鐵（現稱港鐵東鐵綫）接駁服務，1992年5月18日起增派空調巴士行走，不過初時只於平日下午開出數班空調巴士，其後才不斷增加空調巴士數量。1997年10月5日起更改編號為27，起訖名稱改為順天至旺角（循環線）。本線的行車路線，在旺角區曾經作出一次改動，於1994年5月18日起改經彌敦道、旺角道及洗衣街返回亞皆老街東行。另外，為配合順利紀律部隊宿舍入伙，於2002年8月3日繞經順利消防局外。由於本線能到達九龍市區的主要購物區，加上車費便宜及班次相當頻密，因此客量一直保持高水平。

### 九龍巴士29M線
- 順利 ↺ 新蒲崗

前身九龍巴士29線於1980年2月10日投入服務，後於1986年6月29日與11M線（鑽石山地鐵站至新蒲崗（循環線））合併，改稱29M，延長至新蒲崗工業區，並改為以循環線運作。配合順利紀律部隊宿舍入伙，於2002年8月3日往順利方向改由新清水灣道右轉利安道後直入總站，結果因順安邨居民投訴不便，於2003年6月22日起改經新利街、順清街、順景街及利安道返回總站。

### 九龍巴士42線
- 青衣（長康邨） ↔ 順利

1979年2月26日起投入服務，是青衣發展成新市鎮後，第2條往來青衣的對外路線。初時來回程途經牛頭角及觀塘，直至1980年1月27日配合新清水灣道通車而改經該路，不再經牛頭角及觀塘，1996年1月8日起改經美荔道及荔景山路（清麗苑及九華徑）一帶。1996年2月15日起增派空調巴士行走，是荔景山區往來九龍的常規路線中首條提供空調服務的巴士路線。

### 九龍巴士88線
- 中秀茂坪 ↔ 大圍站

2017年7月9日投入服務，途經秀茂坪邨、寶達邨、安達邨、安泰邨、彩雲邨、牛池灣、大老山隧道、沙角邨、沙田市中心及大圍。

### 九龍巴士91線
- 清水灣 ↔ 鑽石山站

1948年開辦。60年來，路線編號、終點站、行車路線輾轉地改變，然而服務對象卻不變，仍然為九龍市區往返清水灣道沿線的市民提供服務。現時途經大坳門、孟公屋、大埔仔、香港科技大學、壁屋、井欄樹、牛池灣及鑽石山。

### 九龍巴士91A線(下午班次)
- 清水灣 →彩虹邨紅萼樓

### 九龍巴士91M線
- 寶林 ↔ 鑽石山站

1983年11月3日，91M線總站由鑽石山地鐵站縮短至彩虹地鐵站，與九龍巴士21M線停泊在同一停車處。1997年11月2日，本路線重新改為在鑽石山地鐵站為總站。

### 九龍巴士92線
- 西貢 ↔ 鑽石山站

1948年開辦前路線22，「六七暴動」期間停辦，及至同年7月7日起復辦。經過行車路線及編號重組後成為現今的路線92。現時途經西貢大會堂、翠塘花園、白沙灣、蠔涌、南圍、壁屋、井欄樹、順利邨、牛池灣、彩虹邨及志蓮淨苑。2016年5月增設假日特快班次。

### 九龍巴士92R線
- 西貢 ↔ 尖沙咀碼頭

### 九龍巴士95線
- 翠林 ↔ 九龍站

1989年1月10日開辦前路線95K，經過重組後成為路線95。現時途經康盛花園、馬游塘、寶達邨、秀茂坪邨、四順、牛池灣、新蒲崗、九龍城、旺角、油麻地及佐敦道。

### 九龍巴士96R線
- 鑽石山站 ↔ 黃石碼頭（假日路線）

### 九龍巴士213D線
- 中秀茂坪 ↺ 旺角

途經秀茂坪邨、寶達邨、安達邨、安泰邨、彩雲邨、牛池灣、采頤花園、新蒲崗、九龍城、法國醫院及旺角。

### 九龍巴士214線
- 油塘 ↔ 長沙灣（甘泉街）
- 寶達 → 荔枝角站（特別班次）

### 九龍巴士214P線
- 214P:安秀道 → 荔枝角站

### 九龍巴士290、290A線
- 290:坑口（北） ↔ 荃灣西站
- 290A:將軍澳（彩明） ↔ 荃灣西站

提供*(調景嶺、尚德邨、將軍澳市中心、)坑口、寶林、翠林邨、康盛花園、寶達邨、*(秀茂坪、四順、)彩雲邨、彩虹邨及黃大仙中心經龍翔道及呈祥道往返葵芳、葵興、大窩口及荃灣市中心的直接服務，於2015年3月28日起投入服務。
- 註：調景嶺、尚德邨、將軍澳市中心、秀茂坪、四順一帶只限290A線途經並沿途設分站，而290線途經順利邨道和秀茂坪道，沿途不停任何車站。

### 九龍巴士290X、N290線
- 290X:日出康城 ↔ 荃灣西站

提供由日出康城、清水灣半島、將軍澳市中心、調景嶺、尚德邨、翠林邨、康盛花園、安達臣道發展區、彩雲邨、彩虹邨及黃大仙中心經龍翔道及呈祥道往返葵芳、葵興、大窩口及荃灣市中心的直接服務，於2017年2月27日起投入服務；早上繁忙時間往康城站班次繞經消防及救護學院。
- N290:荃灣西站 ↔ 日出康城

提供由荃灣市中心、大窩口、葵興及葵芳經呈祥道及龍翔道往返黃大仙中心、彩虹邨、彩雲邨、四順、秀茂坪、寶達邨、康盛花園、翠林邨、寶林、坑口、尚德邨、調景嶺、將軍澳市中心、清水灣半島及日出康城的深宵服務，於2018年7月17日起投入服務。

### 九龍巴士292P線
- 西貢 → 觀塘（創紀之城）（只在早上繁忙時間服務）

1994年10月16日開辦，只在逢星期一至五早上7:30由西貢開出一班，假日沒有服務。途經西貢大會堂、翠塘花園、白沙灣、蠔涌、南圍、壁屋、井欄樹、牛池灣、啟業邨、九龍灣、九龍灣商貿區及創紀之城。

### 過海隧道巴士606線
- 彩雲（豐盛街） ↔ 小西灣（藍灣半島）

於1989年9月22日配合東區海底隧道通車而投入服務，現時由九巴及城巴聯合營運，途經坪石邨、彩盈邨（部分時段）、九龍灣商貿區（部分時段）、牛頭角站、觀塘市中心、藍田站、東區海底隧道、北角、鰂魚涌、太古城、西灣河、耀東邨、筲箕灣及柴灣，平日上午繁忙時間並不提供服務。

### 過海隧道巴士606A線
- 彩雲（豐盛街） ↔ 耀東邨

於2010年11月15日配合過海隧道巴士606線服務重組而投入服務，由九巴及城巴聯合營運，途經坪石邨、彩盈邨（只限去程）、九龍灣商貿區（只限回程）、牛頭角站、觀塘市中心、藍田站、東區海底隧道、北角、鰂魚涌、太古城及西灣河，只於平日上午繁忙時間提供服務，為過海隧道巴士606線的特別班次。

### 城巴A28線
- 日出康城 ↔ 機場

於2015年9月27日投入服務，前身為A29P線，2023年12月18日起改稱A28。途經清水灣半島、將軍澳市中心、調景嶺、尚德邨、翠林邨、康盛花園、寶達邨、安達邨、安泰邨、彩雲邨、牛池灣、鑽石山、黃大仙、呈祥道、青葵公路、青嶼幹線、一號客運大樓及港珠澳大橋香港口岸。

### 城巴E22P線
- 油塘 ↔ 航天城（只在繁忙時間服務）

2000年6月28日起投入服務，祗在平日周一至周五特定時間行走，提供路線E22的特快班次。2003年3月17日起，從藍田（北）延長至油塘。2011年9月26日起，為配合城巴E22B線線取消，來回程改經秀茂坪、四順及彩雲邨一帶，方便居民以較便宜的車費往來機場。現時途經藍田廣田邨、德田邨、興田邨、秀茂坪邨、四順、彩雲邨、彩虹邨、鑽石山荷里活廣場、黃大仙祠、畢架山花園、青嶼幹線、國泰城、民航處總部、香港國際機場客運大樓、亞洲國際博覽館等地方，可欣賞九龍半島、香港貨櫃碼頭、青馬大橋、汀九橋、香港國際機場等景色。

### 城巴N26線
- 油塘 ↔ 東涌站（經機場）（通宵路線）

1999年12月20日起投入服務。八個月後，重組路線並提升為雙向服務，增設午夜班次從東涌（經機場）前往藍田（廣田邨）。2003年4月22日起延長至油塘。現時途經高俊苑、廣田邨、德田邨、興田邨、秀茂坪、四順、彩雲邨、彩虹邨、鑽石山荷里活廣場、黃大仙祠、竹園邨、畢架山花園、青嶼幹線、香港國際機場客運大樓、國泰城、機場後勤區、亞洲空運中心、東涌纜車站等地方。

### 九龍巴士N214線
- 油塘 → 美孚

### 九龍巴士N216線
- 油塘 ↔ 紅磡站

1994年7月11日凌晨起投入服務，路線編號為216S，是觀塘半山第二條通宵巴士路線。1996年5月1日起，路線編號改為N216。同年12月16日起，從藍田（廣田邨）延長至油塘（高超道）。詳細行車路線不斷作出修改，現時途經高俊苑、廣田邨、德田邨、興田邨、秀茂坪邨、順天邨、順利邨、彩雲邨、彩虹邨、新蒲崗彩虹道、東頭邨、九龍城（太子道西 / 亞皆老街）、旺角、油麻地、尖沙咀等地方。

## 途經路線資料（專線小巴）
一樓公共運輸交匯處

### 九龍區專線小巴16B線
- 曉暉花園 ↔ 坪石（彩虹站）

### 九龍區專線小巴49線
- 順天 ↔ 九龍城碼頭（只在繁忙時間服務）

### 九龍區專線小巴54S線
- 順利紀律部隊宿舍 ↺ 黃大仙（往順利方向途經、早上坪石短途班次總站）

地面

### 九龍區專線小巴16線
- 扎山道（彩輝邨） ↔ 坪石（彩虹站）

### 九龍區專線小巴16A線
- 豐盛街紀律部隊宿舍 ↔ 坪石（彩虹站）

### 九龍區專線小巴16S線
- 峻弦 ↔ 坪石（彩虹站）

### 九龍區專線小巴54線
- 順天 ↔ 樂富（往樂富方向途經）

### 九龍區專線小巴54S線
- 順利紀律部隊宿舍 ↺ 黃大仙（往黃大仙方向途經）

### 新界區專線小巴1號線
- 西貢 ↔ 德福花園

### 新界區專線小巴1A線
- 西貢 ↔ 新蒲崗（采頤花園）

### 新界區專線小巴1S線
- 西貢 ↔ 新蒲崗（采頤花園）（通宵路線）

### 新界區專線小巴11線
- 坑口村 ↔ 彩虹邨

### 新界區專線小巴11B線
- 彩虹邨 ↔ 香港科技大學

### 新界區專線小巴11S線
- 寶林 ↔ 彩虹邨（通宵路線）

## 過往以坪石為總站的路線
- 九龍巴士9號線
- 九龍巴士21M線
- 城巴628線 (清水灣電視城時期)

## 車坑分佈
| 車坑分佈（以入口最左邊起計） | 車坑分佈（以入口最左邊起計） | 車坑分佈（以入口最左邊起計） |
| 車坑編號                     | 車坑寬度                     | 路線 |
| ---------------------------- | ---------------------------- | --- |
| 1（K1）                      | 雙坑（露天）                 | 過海隧道巴士111線 |
| 2                            | 單坑                         | 後備 |
| 3（K2）                      | 單坑                         | 九龍巴士10、91、91A、91M、92、92R、96R、291P線 |
| 4（K3）（K4）（K5）          | 單坑                         | 九龍巴士3M、21、29M、42、88線 |
| 5（K6）（K7）                | 雙坑                         | 九龍巴士9、14D、19、26、26M、26X、27、95、213D、214、214P、290、290A、290X、292P、N214、N216、N290線 過海隧道巴士606、606A線 城巴A28、E22P、N26線 |

## 車站上蓋
- 匯八坊、清水灣道8號

## 名稱分歧
由於地理位置，以及站內交通綫路有不同經營者，本站出現多個名稱，同樣令人明白前往的目的地，所有名稱如下：
- 九巴：彩虹站（分站名稱，曾稱為彩虹地鐵/鐵路站）、坪石（總站名稱，現只有111線使用此名稱）
- 城巴及新巴：彩虹站、坪石邨
- 小巴：坪石、彩虹地鐵、坪石地鐵、牛池灣

## 使用狀況
坪石公共運輸交匯處位於港鐵彩虹站上蓋、鄰近坪石邨和牛池灣市政大廈、清水灣道九龍一端的盡頭，市民可利用交匯處內的停車場「泊車轉乘港鐵」，或乘搭港鐵觀塘綫、巴士或小巴往返四順區、西貢區及九龍各區。

## 外部連結
- 坪石公共運輸交匯處公共交通及運輸安排（页面存档备份，存于）
- 坪石公共運輸交匯處（页面存档备份，存于），城巴 ／新巴
- 九巴（页面存档备份，存于）
- 香港巴士大典上的相关条目：坪石公共運輸交匯處